# Huberte Vriesendorp
Huberte Vriesendorp (Bilthoven, 1940) is een Nederlandse vertaalster van met name kinderboeken. Ze is de dochter van prozaschrijfster, journaliste en feministe Harriët Freezer (Wilhelmina (Miep) Eybergen, 1911-1977) en Maurits Vriesendorp (1909-2005), telg uit het geslacht Vriesendorp. Kunstenaar Madelon Vriesendorp is haar zus.
Vriesendorp vertaalde ca. 200 titels, waaronder bijna alle kinderboeken van Roald Dahl, de serie dagboeken Adrian Mole van Sue Townsend en boekjes van het beertje Paddington. In 2015 vertaalde zij de eerste twee series van Warrior Cats.
In 2016 verzorgde Vriesendorp de vertaling van het Roald Dahl Woordenboek, dat Van Dale uitbracht voor de viering van de honderdste geboortedag van de Britse schrijver, met alle bijzondere woorden die hij verzon voor zijn kinderboeken. 
Tot aan de dood van haar moeder verschenen de vertalingen van de boeken van Roald Dahl die Vriesendorp maakte onder haar pseudoniem, Harriët Freezer, die daar als bekend schrijfster beter voor werd betaald.

## Prijzen
- 1992 Charlotte Köhler Stipendium voor de vertalingen van de kinderboeken van Roald Dahl.[6]